# الروضة طرجانو
الروضة/طرجانو قرية في ناحية المزيرعة التابعة لمنطقة الحفّة في محافظة اللاذقية. بلغ عدد سكانها 1217 نسمة عام 2004.